# Kirchleitenkogel
Der Kirchleitenkogel ist ein 2419 m ü. A. hoher Berg in der Goldberggruppe der Zentralalpen im österreichischen Bundesland Salzburg.

## Lage und Umgebung
Der Gipfel des Kirchleitenkogels erhebt sich an der Grenze zwischen den Gemeinden Bad Hofgastein im Osten und Rauris im Westen. Zu den Bergen in der Umgebung zählen der 2285 m ü. A. hohe Schusterkopf im Norden, der 2373 m ü. A. hohe Mauskarkopf im Südosten sowie der 2565 m ü. A. hohe Siebenspitz und die 2577 m ü. A. hohe Türchlwand im Süden. Am Kirchleitenkogel entspringt der Leidalmbach. Über die östlichen Hänge verläuft der Weitwanderweg Salzburger Almenweg.

## Geologie
In geologischer Hinsicht liegt der Kirchleitenkogel in einer von Serpentinit, Metagabbro und Ophikarbonat geprägten Zone des Tauernfensters (Penninikum). An der Westflanke des Bergs findet sich Dolomitmarmor.

## Fauna und Flora
An den westlichen Hängen erstreckt sich eine Gamswild-Ruhezone, die von 1. Dezember bis 31. Mai nicht betreten werden darf. An den nordwestlichen und östlichen Hängen gibt es jeweils mit Abstand zum Gipfel Bestände der Rostblättrigen Alpenrose (Rhododendron ferrugineum). In einer Schutthalde nordöstlich des Siebenspitzes wurde die Löwenzahn-Art Taraxacum pacheri gefunden.